# Copa de Campeones de la Concacaf 1993
La Copa de Campeones de 1993 fue la vigésimo novena edición de la Copa de Campeones de la Concacaf, torneo de fútbol más importante a nivel de clubes de Norteamérica, Centroamérica y el Caribe organizado por la Concacaf. El torneo comenzó el 14 de marzo y culminó el 5 de diciembre de 1993.
El Saprissa de Costa Rica venció en la cuadrangular final al León de México, al Municipal de Guatemala y al Robinhood de Surinam para ser campeón por primera vez.

## Zona Norte/Centroamericana

### Ronda preliminar

#### Real España - Acros
| 18 de abril de 1993 | Acros | 0:2 | Real España     | MCC Grounds, Ciudad de Belice |  |
|                     |       |     | Vallejo · Pavón |                               |  |

| 24 de abril de 1993 | Real España                           | 3:0 (3:0) (Global 5:0) | Acros | Estadio Francisco Morazán, San Pedro Sula |  |
|                     | Aguirre 16' · Ruiz 24' · González 37' |                        |       |                                           |  |

#### Juventus Orange Walk - Hercules
| Equipo Local Ida     | Resultado | Equipo Visitante Ida | Ida   | Vuelta |
| -------------------- | --------- | -------------------- | ----- | ------ |
| Juventus Orange Walk | 4 - 0     | Hercules             | 2 - 0 | 2 - 0  |

#### Alianza - Diriangén
| 23 de mayo de 1993 | Diriangén | 0:2 | Alianza         | Estadio Cacique Diriangén, Diriamba |  |
|                    |           |     | Neira · Orantes |                                     |  |

| 2 de junio de 1993 | Alianza          | 3:1 (Global 5:1) | Diriangén   | Estadio Cuscatlán, San Salvador |  |
|                    | Durán · Meléndez |                  | Desconocido |                                 |  |

#### Comunicaciones - Sporting Colón
| Equipo Local Ida | Resultado | Equipo Visitante Ida | Ida   | Vuelta |
| ---------------- | --------- | -------------------- | ----- | ------ |
| Sporting Colón   | 1 - 4     | Comunicaciones       | 0 - 1 | 1 - 3  |

#### Plaza Amador - Juventus Managua
| 28 de mayo de 1993 | Juventus Managua | 0:5 | Plaza Amador                                 | Estadio Rommel Fernández, Ciudad de Panamá |  |
|                    |                  |     | Bolívar · Botello · Díaz · Maldonado · Rivas |                                            |  |

| 30 de mayo de 1993 | Plaza Amador               | 4:0 (Global 9:0) | Juventus Managua | Estadio Rommel Fernández, Ciudad de Panamá |  |
|                    | Maldonado · Botello · Díaz |                  |                  |                                            |  |

### Primera ronda

#### Alajuelense - Comunicaciones
| 23 de junio de 1993 | Comunicaciones | 2:1 | Alajuelense | Estadio Mateo Flores, Ciudad de Guatemala |  |
|                     | Méndez         |     | Desconocido |                                           |  |

| 30 de junio de 1993 | Alajuelense                                   | 4:0 (0:0) (Global 5:2) | Comunicaciones | Estadio Alejandro Morera Soto, Alajuela |  |
|                     | Dolmo Flores 57' 90' · Gómez 64' · Víquez 80' |                        |                |                                         |  |

#### Motagua - Juventus Orange Walk
| 23 de junio de 1993 | Juventus Orange Walk | 1:3 | Motagua          | MCC Grounds, Ciudad de Belice |  |
|                     | Nunes                |     | Freitas · Carson |                               |  |

| 30 de junio de 1993 | Motagua                              | 5:0 (Global 8:1) | Juventus Orange Walk | Estadio Nacional, Tegucigalpa |  |
|                     | Romero · Freitas · Fernández · Pérez |                  |                      |                               |  |

#### Municipal - Alianza
| 23 de junio de 1993 | Alianza | 0:2 | Municipal      | Estadio Cuscatlán, San Salvador |  |
|                     |         |     | Rubén González |                                 |  |

| 30 de junio de 1993 | Municipal                       | 3:1 (Global 5:1) | Alianza     | Estadio Mateo Flores, Ciudad de Guatemala |  |
|                     | Rubén González · Gordon · Rodas |                  | Desconocido |                                           |  |

#### Luis Ángel Firpo - Plaza Amador
| 23 de mayo de 1993 | Luis Ángel Firpo         | 6:0 | Plaza Amador | Estadio Sergio Torres, Usulután |  |
|                    | Rodríguez · Desconocidos |     |              |                                 |  |

| 2 de junio de 1993 | Plaza Amador          | 2:2 (Global 2:8) | Luis Ángel Firpo       | Estadio Rommel Fernández, Ciudad de Panamá |  |
|                    | Díaz · Jesús González |                  | José García · Enríquez |                                            |  |

#### León - Real España
| 18 de agosto de 1993 | Real España | 0:0 | León | Estadio Francisco Morazán, San Pedro Sula |  |
|                      |             |     |      | Asistencia: 7 785 espectadores            |  |

| 25 de agosto de 1993 | León                                   | 4:0 (2:0) (Global 4:0) | Real España | Estadio León, León de Los Aldama |                            |
|                      | Quiróz 8' 74' · Rayas 45' · Ayipei 87' |                        |             | Árbitro(s): Arturo Angeles       | Árbitro(s): Arturo Angeles |

#### Saprissa - Puebla
| 21 de agosto de 1993 | Saprissa  | 1:1 (1:0) | Puebla     | Estadio Ricardo Saprissa, San José |  |
|                      | Myers 33' |           | Cuevas 75' |                                    |  |

| 2 de septiembre de 1993 | Puebla | 0:0 (5:6 p.)(Global 1:1) | Saprissa | Estadio Cuauhtémoc, Puebla de Zaragoza |  |
|                         |        |                          |          | Asistencia: 20000 espectadores         |  |

### Segunda ronda
| 5 de septiembre de 1993 | Motagua | 0:1 (0:1) | Municipal         | Estadio Nacional, Tegucigalpa  |                                |
|                         |         |           | Rubén González 2' | Asistencia: 6,449 espectadores | Asistencia: 6,449 espectadores |

| 19 de septiembre de 1993 | Municipal      | 1:0 (Global 2:0) | Motagua | Estadio Mateo Flores, Ciudad de Guatemala |  |
|                          | Rubén González |                  |         |                                           |  |

| 19 de septiembre de 1993 | Alajuelense | 0:0 | León | Estadio Alejandro Morera Soto, Alajuela |  |
|                          |             |     |      | Asistencia: 3,500 espectadores          |  |

| 22 de septiembre de 1993 | León                           | 2:1 (1:1) (Global 2:1) | Alajuelense | Estadio León, León de Los Aldama |  |
|                          | Quiróz 29' (pen.) · Ayipei 69' |                        | Víquez 12'  |                                  |  |

| 19 de septiembre de 1993 | Saprissa        | 2:0 (1:0) | Luis Ángel Firpo | Estadio Ricardo Saprissa, San José |  |
|                          | Medford 20' 57' |           |                  |                                    |  |

| 22 de septiembre de 1993 | Luis Ángel Firpo     | 2:1 (Global 2:3) | Saprissa | Estadio Sergio Torres, Usulután |  |
|                          | Díaz Arce · Enríquez |                  | Fonseca  |                                 |  |

## Zona del Caribe

### Primera ronda
| Equipo Local Ida      | Resultado | Equipo Visitante Ida      | Ida    | Vuelta |
| --------------------- | --------- | ------------------------- | ------ | ------ |
| Zion Inter            | 0 - 4     | L'Étoile de Morne-à-l'Eau | 0 - 2  | 0 - 2  |
| Franciscain           | 16 - 3    | Coca Cola Rovers          | 10 - 1 | 6 - 2  |
| Aiglon du Lamentin    | 4 - 0     | Racing Gonaives           | 2 - 0  | 2 - 0  |
| Sithoc                | 4 - 0     | Hawks.                    | 2 - 0  | 2 - 0  |
| Colonial              | 0 - 2     | Robinhood                 | 0 - 1  | 0 - 1  |
| La Juventa des Abymes | 4 - 0     | Tempête                   | 2 - 0  | 2 - 0  |
| Leo Victor            | 1 - 3     | Sport Guyanais            | 0 - 0  | 1 - 3  |
| Trintoc               | 4 - 0     | Juventus                  | 2 - 0  | 2 - 0  |

- L'Étoile de Morne-à-l'Eau, Racing Gonaives, Hawks y Tempête abandonaron el torneo, los juegos fueron otorgados 2 - 0.

### Segunda ronda
| Equipo Local Ida      | Resultado | Equipo Visitante Ida      | Ida   | Vuelta |
| --------------------- | --------- | ------------------------- | ----- | ------ |
| La Juventa des Abymes | 0 - 3     | Franciscain               | 0 - 1 | 0 - 2  |
| Aiglon du Lamentin    | 3 - 0     | L'Etoile de Morne-à-l'Eau | 3 - 0 | 0 - 0  |
| Sithoc                | 2 - 4     | Robinhood                 | 2 - 1 | 0 - 3  |
| Trintoc               | 3 - 1     | Sport Guyanais            | 2 - 0 | 1 - 1  |

### Tercera ronda
| Equipo Local Ida | Resultado | Equipo Visitante Ida | Ida   | Vuelta |
| ---------------- | --------- | -------------------- | ----- | ------ |
| Franciscain      | 1 - 3     | Aiglon du Lamentin   | 1 - 1 | 0 - 2  |
| Robinhood        | 1 - 0     | Trintoc              | 1 - 0 | 0 - 0  |

### Cuarta ronda
| Equipo Local Ida   | Resultado | Equipo Visitante Ida | Ida   | Vuelta |
| ------------------ | --------- | -------------------- | ----- | ------ |
| Aiglon du Lamentin | 1 - 3     | Robinhood            | 1 - 0 | 0 - 3  |

## Ronda final
Jugado en Ciudad de Guatemala, Guatemala.
- Saprissa
- León
- Municipal
- Robinhood

El título de la Concacaf se definió en formato de grupo jugando todos contra todos a un Cuadrangular Final, el campeón fue el que consiguió la mayor cantidad de puntos.
| Equipo    | Pts. | PJ | PG | PE | PP | GF | GC | Dif. |
| --------- | ---- | -- | -- | -- | -- | -- | -- | ---- |
| Saprissa  | 4    | 3  | 1  | 2  | 0  | 11 | 3  | +8   |
| León      | 4    | 3  | 1  | 2  | 0  | 6  | 2  | +4   |
| Municipal | 4    | 3  | 1  | 2  | 0  | 3  | 0  | +3   |
| Robinhood | 0    | 3  | 0  | 0  | 3  | 1  | 16 | -15  |

### Partidos
| 1 de diciembre de 1993 | Saprissa                | 2:2 (1:1) | León                   | Estadio Mateo Flores, Ciudad de Guatemala |                                |
|                        | Ramírez 25' · Myers 47' |           | Quiróz 33' (pen.), 60' | Asistencia: 25000 espectadores            | Asistencia: 25000 espectadores |

| 1 de diciembre de 1993 | Municipal                   | 3:0 (2:0) | Robinhood | Estadio Mateo Flores, Ciudad de Guatemala |                                |
|                        | Rodas 2', 80' · Gonzalez 4' |           |           | Asistencia: 25000 espectadores            | Asistencia: 25000 espectadores |

| 3 de diciembre de 1993 | León                                         | 4:0 (3:0) | Robinhood | Estadio Mateo Flores, Ciudad de Guatemala |                                |
|                        | Quiróz 23', 40' · Vanderley 18' · Ayipei 81' |           |           | Asistencia: 29000 espectadores            | Asistencia: 29000 espectadores |

| 3 de diciembre de 1993 | Municipal | 0:0 | Saprissa | Estadio Mateo Flores, Ciudad de Guatemala |  |
|                        |           |     |          | Asistencia: 29000 espectadores            |  |

| 5 de diciembre de 1993 | Robinhood   | 1:9 (0:4) | Saprissa                                                                     | Estadio Mateo Flores, Ciudad de Guatemala |  |
|                        | Rigters 83' |           | Medford 18', 32', 53', 84' · Coronado 7', 36' · Fonseca 51', 52' · Myers 75' |                                           |  |

| 5 de diciembre de 1993 | León | 0:0 | Municipal | Estadio Mateo Flores, Ciudad de Guatemala |  |

| Saprissa  |
| 1º título |